# Светски дан лептира
Светски дан лептира се обележава сваког 28. маја са циљем подизања свести о важности ових инсеката за светски екосистем и претњи са којима се суочавају услед губитка станишта, климатских промена и загађења.